# Колбасьев, Сергей Адамович
Серге́й Ада́мович Колба́сьев (3 (15) марта 1899, Одесса, Херсонская губерния, Российская империя—30 октября 1937/30 октября 1942) — русский и советский моряк, прозаик-маринист, поэт, радиолюбитель, энтузиаст джаза.

## Биография
Родился в Одессе в семье коллежского асессора Адама Викторовича Колбасьева и уроженки Мальты Эмилии Элеоноры (Эмилии Петровны) Каруана. Во многом благодаря матери Сергей Колбасьев с детства владел английским, французским, немецким и итальянским языками. Сохранился шутливый юбилейный диплом, которым в 1929 году, к своему 30-летию, Сергей Колбасьев наградил свою мать за «высококвалифицированные услуги и неустанные труды на благо российской литературы».
Учился в петербургской гимназии Лентовской, с 1915 года, по примеру братьев отца, — в Морском кадетском корпусе. Практику проходил в 1917 году на миноносце «Свирепый», участвовал в боевых действиях против турецкого флота.

### Морская служба
После закрытия корпуса и досрочного выпуска в марте 1918 года, был направлен на Северный флот, где служил переводчиком при союзной миссии. Перед интервенцией уехал в Петроград.
В составе Рабоче-крестьянского Красного Флота проходил службу на Балтийском флоте на линкоре «Петропавловск» и артиллеристом на эскадренном миноносце «Москвитянин», на котором 15 октября 1918 года ушёл по Мариинской водной системе из Петрограда в Астрахань. По май 1919 года служил старшим помощником командира эсминца «Прыткий» в составе Волжско-Каспийской флотилии.
Осенью 1919 года на линкоре «Петропавловск» участвовал в обороне Петрограда.
С июля 1920 года служил командиром канонерской лодки «Знамя социализма» и, одновременно, командиром дивизиона канонерских лодок Азовской флотилии. С февраля 1920 года по февраль 1921 года был начальником оперативного отдела эскадры морских сил Чёрного моря. В феврале 1922 года по ходатайству наркома просвещения А. В. Луначарского Колбасьев был откомандирован для работы в издательстве «Всемирная литература» и уволен в запас.
В 1931—1932 годах Колбасьев проходил стажировку на эсминцах «Калинин» и «Карл Маркс» в качестве штурмана, затем флаг-связиста дивизиона эсминцев. В 1937 году Колбасьеву было присвоено звание интенданта 3-го ранга, что соответствовало званию капитан-лейтенанта в военно-морском флоте.

### Дипломатическая работа
Работал переводчиком в советских дипломатических миссиях: в 1923 году в кабульском полпредстве (вернулся на родину из-за конфликта с главой миссии Ф. Ф. Раскольниковым), и в 1923—1928 годах — в торговом представительстве в Хельсинки. Затем там же, в Хельсинки, заведовал экспортом и импортом радиооборудования.

## Творческая деятельность
Во время службы на Чёрном море летом 1921 года познакомился с Николаем Гумилёвым и решил заняться литературой.
В 1921 году вернулся в Петроград. Вместе с Н. Тихоновым и К. Вагиновым вступил в литературную группу «Островитяне». В сборнике этой группы опубликовал пять первых стихотворений. По воспоминаниям Исая Рахтанова, именно благодаря Колбасьеву, владевшему английским языком, Николай Тихонов испытал сильное влияние Редьярда Киплинга.
В Ленинграде Колбасьев стал членом «Литературного объединения Красной Армии и Флота». В журнале «Вокруг света» писатель опубликовал роман-игру «Факультет кругосветного путешествия» (1928), цикл морских рассказов «Поворот все вдруг» (1930), повесть «Салажонок» (1931). Около 1930 года он написал научно-популярную книжку для юношества о радиотехнике, писал очерки о социалистическом строительстве в городе и на селе.
Колбасьев продолжил литературную деятельность, опубликовав книгу «Правила совместного плавания», повести «Арсен Люпен», «Джигит» и «Река». Главной темой произведений писателя была служба на кораблях Красного флота, со времён Гражданской войны до первой пятилетки. Совместно с литературным критиком Н. А. Коварским написал сценарий к фильму «Миноносец „Бауман“».

В своих рассказах Колбасьев описывает собственный опыт службы во флоте, уделяя большое внимание техническим подробностям. Его проза — чаще всего автобиографическая, — написана живо, но вовсе не плотно, не сжато; Колбасьев любит удивлять неожиданными поворотами сюжета и оживлять повествование прямой речью.
— Вольфганг Казак
Есть версия, что именно Колбасьевым в 1937 или 1938 году написано известное стихотворение «В час вечерний, в час заката…», которое в советской устной традиции считалось предсмертным стихотворением Николая Гумилёва.

## Увлечения
С. А. Колбасьев обладал разносторонними интересами, много читал, хорошо знал живопись и музыку, увлекался фотографией, авиа- и судомоделизмом, радиолюбительством.

### Судомоделизм
Модели кораблей он начал строить ещё в детстве. лет с десяти, построил настоящий флот. Модели надводных и подводных кораблей отличались тщательностью изготовления, вплоть до мелких деталей — якорей, шлюпок, поворотных орудий и такелажа, при том, длина одного из самых крупных кораблей — линкора — была около восемнадцати сантиметров.
Подаренная дочери собственноручно изготовленная модель яхты (длиной около шестидесяти пяти сантиметров) была пригодна для пусков в Финском заливе, на ней можно было поднимать и спускать паруса.
Коллекция моделей погибла во время блокады Ленинграда в 1942 году.

### Радиолюбительство
Важное место в жизни С. А. Колбасьева занимало увлечение радио. Он не только собрал собственный проигрыватель для пластинок, которые привозил из зарубежных командировок, и приемник, отличавшиеся прекрасным качеством звучания, но и, совместно с писателем и инженером В. Д. Охотниковым, разработал и звукозаписывающий аппарат. В этом устройстве для записи звука использовалась склеенная в кольцо киноплёнка.
Им же было создано оригинальное устройство для воспроизведения изображения, в котором картинка возникала при вращении металлического перфорированного диска. Приёмники Колбасьева позволяли принимать из-за рубежа передачи зарождавшегося тогда телевидения.
Написал популярные книги для юных радиолюбителей — «Радио — нам» и «Радиокнижка», которая выдержала три издания.

### Энтузиаст джаза
Колбасьев был одним из пропагандистов джазовой музыки в СССР. Он коллекционировал грампластинки, записывал музыку с радиоэфира с помощью рекордеров собственной конструкции, вёл радиопередачи о джазе и выступал с лекциями в ленинградских и московских домах культуры. Был консультантом-методистом молодёжного джаз-оркестра, опубликовал статью «Jazz» (журнал «Тридцать дней», 1934, № 12). Эта сторона его деятельности показана в кинофильме 1983 года «Мы из джаза».

## Аресты и репрессии
В декабре 1933 года и в 1934 году С. А. Колбасьев дважды был арестован как «сотрудник иностранных разведорганов» Великобритании и Финляндии (дело «Двойник»), но оба раза был освобождён.
В ночь на 9 апреля 1937 года был арестован снова. Совместно с писателем М. Е. Зуевым-Ордынцем обвинён по статьям 58-1а (измена Родине) и 58-10 (контрреволюционная агитация) УК РСФСР.
Как и при первых арестах, Колбасьев не признавал себя виновным, но его «контрреволюционность» подтвердили свидетели по делу: замредактора журнала «Костёр» К. Н. Боголюбов и безработный Д. Г. Стуков. В дни, когда ещё шло следствие, в передовой статье журнала «Рабочий и театр» за август 1937 года, «бывший офицер Колбасьев» был назван в числе «подонков, оказавшихся агентами фашизма».

## Гибель
Сведения о гибели Колбасьева противоречивы. Ранее считалось, что он был расстрелян 30 октября 1937 года по решению тройки УНКВД по Ленинградской области в соответствии с актом о расстреле 65 осуждённых, в котором Колбасьев фигурировал под № 11 (акт подписан 30 октября 1937 года). Однако, согласно учётно-анкетной карточке Колбасьева, 21 января 1938 года он убыл из тюрьмы в неясном направлении. По свидетельству очевидца А. А. Вейхера, в феврале 1938 года Колбасьев среди большой группы заключённых замёрз на лесоповале в Талнахе.
В 1956 году дочь писателя Галина Сергеевна получила справку о смерти отца, где говорилось, что С. А. Колбасьев умер от лимфосаркомы 30 октября 1942 года. Известно, что подобные справки в большинстве случаев фальсифицировались.

## Память
- В течение 20 лет имя С. А. Колбасьева практически не упоминалось в печати. О его смерти стало известно лишь после реабилитации, последовавшей 2 июля 1956 года.
- Капитан Колбасьев — эпизодический персонаж фильма «Мы из джаза» (в роли Колбасьева — художник-мультипликатор Виталий Бобров). Также в этом фильме фигурировал имперсонатор, фальшивый капитан Колбасьев (Борислав Брондуков) — бывший моряк, а ныне бомж, которого главные герои подговорили изобразить Колбасьева для важного дела за 5 рублей.
- В 1999 году имя С. А. Колбасьева присвоено базовому тральщику Балтийского флота.
- В 2007 году на доме по адресу Санкт-Петербург, Моховая улица 18, где в квартире № 6 проживал писатель, была торжественно открыта памятная доска работы архитектора Геннадия Пейчева.
- Предположительно, Колбасьев является прототипом Свечина из романа К. Вагинова «Козлиная песнь». Однако это опровергается тем фактом, что персонаж Свечин - сволочь и насильник, сам же Колбасьев (в отличие от Льва Пумпянского, послужившего прототипом другому герою книги), себя в Свечине не признал, на изображение в книге не обиделся и остался другом Вагинову[11].

## Семья
Его дядя (родной брат отца) — капитан 1-го ранга, изобретатель, преподаватель Кронштадтской водолазной школы Евгений Викторович Колбасьев.
Некоторое время был в браке с Верой Евгеньевной Колбасьевой (1896–1980), своей двоюродной сестрой.
В 1923 году С. А. Колбасьев женился на Вере Петровне Семёновой (ум. в 1946), в том же году у них родилась дочь Галина. В 1928 они разошлись. Хотя официального развода не было, в протоколах допросов женой указана тогдашняя подруга Колбасьева — Нина Николаевна Малкова (дочь Николая Петровиче Малкова (1887–1942), музыкального критика, музыковеда, либреттиста), впоследствии сосланная в Ярославль. 
Дочь Сергея Колбасьева, Галина Сергеевна (1923–2009), сделала в квартире музей, посвящённый отцу, а в 2007 году присутствовала на открытии мемориальной доски на Моховой улице.

## Сочинения
- Открытое море: Стихи. — Петроград, 1922.
- Радио — нам. — 1929.
- Поворот все вдруг. — Л., 1930 — трилогия из повестей:
  - Арсен Люпен,
  - Джигит,
  - Река.
- Салажонок. — М., 1931.
- Радиокнижка. — 1931.
- Правила совместного плавания. — 1935.
- Военно-морские повести. — М., 1936.
- Повести. Рассказы.  — Мурманск, 1981.
- Командиры кораблей // Нева. — 1983.
- Большой корабль // Поединок. — 1983. — Вып. 9.
- Два рассказа // Аврора. — 1984. — № 12.

## Документалистика
- Документальный фильм из цикла «Искатели». ООО «Цивилизация» по заказу ВГТРК. 2014 г (2 мая 2020). Коллекция Колбасьева.  45 мин. Россия-Культура. {{cite episode}}: |series= пропущен или пуст (справка)